# Metanol
Metanol, alkohol metylowy, CH3OH – organiczny związek chemiczny, najprostszy alkohol alifatyczny. Został odkryty w 1661 roku przez Roberta Boyle’a. Jest trujący dla człowieka.

## Otrzymywanie
Do 1923 roku był otrzymywany wyłącznie przez destylację rozkładową drewna. Obecnie produkuje się go syntetycznie, głównie dwiema metodami z gazu syntezowego:
- metodą ICI
- metodą Lurgi.

Główną reakcję tych procesów przedstawia równanie:
CO + 2H2 → CH3OH
Reakcja ta prowadzona jest w obecności katalizatora miedziowego (Cu-Zn-Al2O3), w temperaturze 250 °C, przy ciśnieniu 4–10 MPa. Wcześniej stosowane katalizatory chromowo-cynkowe wymagały 340–400 °C oraz 30–32 MPa.
W trakcie procesu przebiega równocześnie reakcja wodoru z dwutlenkiem węgla (potrzebnym do utrzymania aktywności katalizatora):
CO2 + 3H2 → CH3OH + H2O
Alkohol metylowy można także otrzymać, działając NaOH lub KOH na fluorowcopochodne metanu, na przykład CH3Cl, CH3Br, CH3I, CH3F:
CH3Cl + KOH → CH3OH + KCl
Metanol jest używany w zakładach przemysłowych jako rozpuszczalnik i surowiec do otrzymywania aldehydu mrówkowego, chlorku metylu, barwników.

## Właściwości
- Spala się bladoniebieskim płomieniem.
- Czysty metanol jest bezbarwną cieczą.
- Miesza się z wodą w każdym stosunku.
- Jest silną trucizną.

## Zastosowanie
- jako rozpuszczalnik w syntezie organicznej
- w farmaceutyce, przemyśle barwników, tworzyw sztucznych, włókien syntetycznych
- jako paliwo lub składnik paliwa w silnikach spalinowych (samoloty, motocykle żużlowe, monster trucki, modelarskie silniki żarowe) i ogniwach paliwowych DMFC
- w produkcji materiałów wybuchowych, estrów metylowych, formaldehydu, kwasu mrówkowego, polioksymetylenu (politrioksan, poliformaldehyd, tarnoform), MTBE

Na początku 2015 roku w gdańskiej stoczni „Remontowa” po raz pierwszy na świecie przystosowano silniki statku (Stena Germanica) do napędzania metanolem.

## Zatrucie
Alkohol metylowy jest silną trucizną. Picie lub wdychanie metanolu grozi śmiercią lub poważnym kalectwem: spożycie 8–10 gramów powoduje ślepotę, a 12–20 gramów śmierć. Metanol jest szczególnie niebezpieczny, gdyż można go łatwo pomylić z etanolem.